# Albert Ginesty
Albert Ginesty, né le 5 octobre 1890 à Chaudes-Aigues et mort à Toulouse le 17 avril 1962 est docteur en médecine, chirurgien urologue, et ancien joueur et dirigeant du Stade toulousain.

## Biographie
Albert Ginesty est né le 5 octobre 1890 à Chaudes-Aigues d'un père notaire, Pierre Ginesty, futur maire de Chaudes-Aigues. Sa mère se nomme Marie-Antoinette Cassagnes.
Élu président du comité des Pyrénées de 1925 à 1935, où il crée l’œuvre « Le Petit Rugbyman à la montagne et à la mer », il démissionne contre l'avis unanime des membres pour devenir président du Stade toulousain le 22 janvier 1935: «  […] en me mettant à la tête du Stade toulousain, mes camarades de club m’ont fait l’honneur le plus grand et dont, lorsque je m’essayais sur divers ballons ronds ou ovales à la Prairie des Filtres voici trente ans, je n’aurais jamais osé rêver ». Il cède ensuite le flambeau à son ami le docteur Thomas en 1938[réf. nécessaire]. 
Le 24 juin 1939, au Congrès de Marseille, il est élu président de la Fédération française de rugby. C'est le deuxième « rouge et noir » à occuper cette fonction. Le premier, Octave Léry, joueur deuxième ligne, parfois talonneur, qui avait disputé la finale de 1909, avait présidé aux destinées du rugby français de 1920 (élu le 12 octobre) à 1930. À ce poste, il est le coauteur du rapport qui condamne le rugby à treize (pour cause de professionnalisme) et, avec le soutien du gouvernement de Vichy, obtient la confiscation des terrains et l'interdiction du rugby à treize. Il affiche des idées modernes de générosité, de solidarité et d’assistanat, très liées à partir de 1940 à l'idéologie de la « révolution nationale ». Albert Ginesty démissionne de sa présidence fédérale le 1er juin 1942 ; il se trouve en désaccord avec le délégué aux sports du gouvernement de Vichy, le colonel Joseph Pascot, haut-commissaire de l’État français aux sports, catalan également issu du cercle du rugby à quinze.
Bon orateur, il accepte d'impliquer le rugby dans des causes de politique nationale : le 20 avril 1926, il engage le comité des Pyrénées à participer à la campagne pour le relèvement du franc dit « Franc Poincaré ». Pendant la Seconde Guerre mondiale, il est l’adjoint du maire désigné par Vichy, son ami André Haon. Après l’arrestation de ce dernier, il est nommé pour le remplacer. Il accepte, non sans réticences, et après avoir rendu hommage à la valeur et à l’intégrité de son ami. Il reste maire de Toulouse jusqu’au 20 août 1944.